# Серра, Роза
Роза Серра-и-Пучверт (кат. Rosa Serra i Puigvert; 1944, Вик, Барселона) — испанская (каталонская) скульптор.

## Биография
Родилась в 1944 году в городке Вик, провинция Барселона. В возрасте 6 лет её семья переехала в Олот, где училась в Школе изящных искусств. В 1970 году начала карьеру художницы. В 1972 году состоялась первая выставка работ в Олоте. Впоследствии начала заниматься скульптурой и в 1974 году прошла её выставка, на которой впервые были представлены работы одной женщины-скульптора. С тех пор она регулярно принимала участие в выставках (важнейшая состоялась в 1983 году в Олоте).
Сначала создавала небольшие работы, но потом начала ваять скульптуры больших размеров для общественных пространств и получила много заказов. Больше всего её работ находится в провинции Жирона, а также в других городах Испании. В 1977 году была лауреатом Национального спортивного биеннале в Бильбао; с тех пор получила ряд других наград. В 1987 году Хуан Антонио Самаранч заказал ей создать серию разных олимпийских спортсменов — «Олимпийскую сюиту» — для Олимпийского музея в Лозанне. Её работы обычно созданные на традиционный или популярный сюжет, также это абстрактные скульптуры, в основе которых часто изображена женская фигура.
В 2008 году была награждена крестом Сант-Жорди правительством Каталонии.

## Избранные работы
- «Олимпийская сюита», 1984
- «Хоккей», Тарраса
- «Пальмская женщина», 1992. Пальма-де-Майорка, Испания